# Multicolore
 (juillet 2024).
Si vous disposez d'ouvrages ou d'articles de référence ou si vous connaissez des sites web de qualité traitant du thème abordé ici, merci de compléter l'article en donnant les références utiles à sa vérifiabilité et en les liant à la section « Notes et références ».

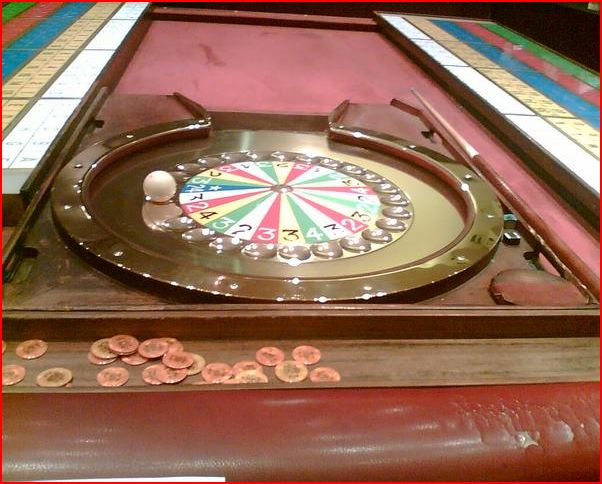
Une table de jeu de Multicolore.

Le Multicolore est un jeu de hasard, d'adresse et d'argent inventé en France au début du XXe siècle.

## Histoire
C'est à la demande de Raymond Poincaré, président de la République de 1913 à 1920 que Paul Painlevé, mathématicien et homme politique, conçut le Multicolore. En effet, il fallait mettre fin aux jeux clandestins à Paris[source insuffisante].
Si les paris étaient autorisés sur les jeux de hasard, ils étaient interdits sur les jeux d'adresse comme le billard, alors Paul Painlevé imagina un jeu qui serait un mélange de jeu de casino traditionnel comme la roulette et un billard dans la mesure où la boule est lancée à l'aide d'une queue de billard, avec obligation de réaliser une bande au fond de la piste pour valider le lancer.
Ce jeu s'adressait à l'origine aux personnes qui ne pouvaient se rendre dans les casinos, trop huppés, d'où son surnom de « casino du peuple » ou de « roulette du pauvre ».

## Principe
Un plateau contenant les 25 trous déterminant la couleur gagnante est repositionné aléatoirement sur une base régulière de lancers. Chaque couleur, blanc, jaune, rouge et vert, possède 6 trous marqués par un multiplicateur. On trouve deux fois le 2, trois fois le 3 et une fois le 4. Un trou supplémentaire de couleur bleue, appelé l'étoile, marqué du nombre 24 complète le total de vingt-cinq trous. 
Sous la supervision du croupier et du chef de partie les marqueurs collectent les masses des joueurs de la salle, c'est-à-dire leurs mises sous forme de jetons, et les positionnent sur la table de jeu en respectant la couleur jouée et la place du joueur. Certaines tables contiennent une zone de lettres pour les joueurs sans siège. Il incombe au marqueur de mémoriser la correspondance entre les joueurs et leur lettre.
Le croupier annonce le départ imminent, c'est-à-dire le lancer de la boule, par une phrase de type « les jeux sont faits » puis peut, dans l'ordre qu'il juge opportun, clore les jeux par « rien ne va plus » ou lancer le départ par « Départ, M. le banquier ». Dans les cercles de jeu parisiens, « banquier » est le nom du joueur qui tire la boule de billard. Légalement c'est aussi le joueur contre lequel toute la salle joue. Il est donc requis pour les arrosages. Le banquier doit arroser le croupier lorsque celui-ci a un compte de jetons insuffisant pour payer les gagnants, en comprenant sa croupe et les masses perdantes. Un impôt de 10 % est versé sur toute tranche de 100 euros d'arrosage. Le calcul de l'arrosage correct est donc une compétence à acquérir pour le croupier. Lorsque le banquier arrose c'est qu'il paye les gains. En fait c'est plutôt l'établissement qui perd de l'argent car le plus souvent le banquier se voit distribuer des liquidités par l'établissement afin d'entamer la partie. Mais un joueur qui le souhaite pourrait légalement prendre sa place.
Le banquier tire la boule de billard vers le tambour qui contient le plateau des couleurs en réalisant nécessairement une bande. La couleur où s'arrête la boule détermine les gains. Le croupier annonce la couleur et le multiplicateur, par exemple « rouge, trois fois la mise ». Si nécessaire il demande un arrosage dont il annonce le montant, reçoit les jetons qu'il commande et paye l'impôt. Ensuite il entame les paiements à voix haute en annonçant le numéro du joueur et son gain. Le paiement tient compte de la mise du joueur qui doit lui être rendue, pour ce faire il paye une fois de plus la mise que le multiplicateur du plateau. Dans notre cas le joueur qui a placé 2 euros sur le rouge se verra payer 8 euros, soit trois fois la mise plus sa mise.
Le lanceur peut être choisi parmi les joueurs de billard mais ne peut pas jouer au multicolore tant qu'il tient ce rôle.

## Mises
Les mises sont régulées par chaque établissement et influencent immédiatement les stratégies de jeu et les profils de gains.

## Perspectives de gains

### Probabilités
Bien que le comportement des joueurs tels des mineurs à la recherche d'une veine, correspondant au fil des couleurs gagnantes, laisse penser le contraire, le multicolore s'approche beaucoup plus d'une expérience à épreuves indépendantes. Le fait que le rouge vienne de sortir n'a pas d'influence sur le prochain tirage. Pour s'en assurer, un coup de roue est donné tous les 8 tours pour repositionner aléatoirement le plateau.
Chaque trou a une probabilité de 1/25 de stopper la boule.
On voit immédiatement que statistiquement l'étoile ne paye pas, puisqu'elle est un point mort. Si on considère la prime à payer sur les couleurs pour pouvoir la jouer, alors l'étoile est statistiquement perdante.

### Fiscalité
Au début des années 2000, les gains au multicolore étaient imposables car l'administration fiscale considérait que l'adresse pouvait atténuer les effets du hasard.

## Accès
Si tous les Multicolores se trouvent dans des clubs de billards ouverts au public, son accès est privé et réglementé. Une inscription est obligatoire et ne se fait que s'il y a un parrainage, qui ne peut être délivré que par des membres du club. Le paiement d'une cotisation est obligatoire. Les Multicolores sont des clubs ou cercles, mais juridiquement considérés comme des associations. Ils dépendent, comme les casinos, du ministère de l'Intérieur. La plupart d'entre eux, soupçonnés d'être aux mains du crime organisé, ont fermé au début du XXIe siècle.
Un cercle de jeu établi à Reims, dans lequel, à l'origine, on ne pouvait jouer qu'au multicolore, s'appelait Le Multicolore. Il est amené à fermer en 2015.